# 8128 Nicomachus
A 8128 Nicomachus (ideiglenes jelöléssel 1967 JP) a Naprendszer kisbolygóövében található aszteroida. C. U. Cesco és A. R. Klemola fedezte fel 1967. május 6-án.